# Тарасков, Дмитрий Фролович
Дми́трий Фро́лович Тара́сков (20 августа 1915, Горловка — 20 января 1981, Черкассы) — участник Великой Отечественной войны, механик-водитель самоходной артиллерийской установки 1817-го самоходно-артиллерийского полка 52-й армии 2-го Украинского фронта, старшина. Герой Советского Союза (1944).

## Биография
Родился Дмитрий Фролович в посёлке Горловка Российской империи, ныне город в Донецкой области, в семье шахтёров. Русский.
Окончил 7 классов, а затем школу автотехники в Донецке. Работал на шахте. Член КПСС с 1954 года.
В Красной армии с 1938 года. До войны был старшим механиком-водителем танка Т-34. В Великой Отечественной войне с июня 1941 года. В 1943 году стал механиком-водителем самоходной артиллерийской установки, был дважды ранен.
В ночь на 17 ноября 1943 года в составе расчёта внезапно для противника ворвался в село Геронимовка Черкасского района и нанёс врагу значительное поражение в живой силе и технике. 20 ноября вместе с десантом автоматчиков в числе первых в полку достиг железнодорожной станции Черкассы, а затем и центра города.
Указом Президиума Верховного Совета СССР от 22 февраля 1944 года за образцовое выполнение боевого задания командования в борьбе с немецко-фашистскими захватчиками и проявление при этом мужества и героизм старшине Тараскову Дмитрию Фроловичу было присвоено звание Героя Советского Союза с вручением ордена Ленина и медали «Золотая Звезда» (№ 8156).
В 1945 году Тарасков был демобилизован из армии. В 1948 году переехал жить в Сумскую область. Работал главным механиком цеха завода «Красный металлист» в городе Конотоп. За добросовестное отношение к своим обязанностям и активное участие в общественной работе дирекция предприятия неоднократно награждала его премиями и ценными подарками.
В 1960 году окончил Тульский горный техникум. Последние годы жил в Черкассах, где работал в ПТУ № 20.
Скончался 20 января 1981 года в Черкассах.

## Награды и звания
- Герой Советского Союза (22.2.1944)
- Орден Ленина
- Медаль «Золотая Звезда»
- Орден Красной Звезды
- Медаль «За отвагу»
- Медаль «За победу над Германией в Великой Отечественной войне 1941—1945 гг.»

## Память
- Именем Тараскова названа одна из улиц города Черкассы, класс в школе села Калиновка Ивановского района Одесской области.
- Стела Героев в Черкассах.
- В Марьина Горка (Беларусь). Мемориал в честь 8-й Гвардейской Краснознаменной танковой дивизии. Один из памятных знаков посвящён Герою.

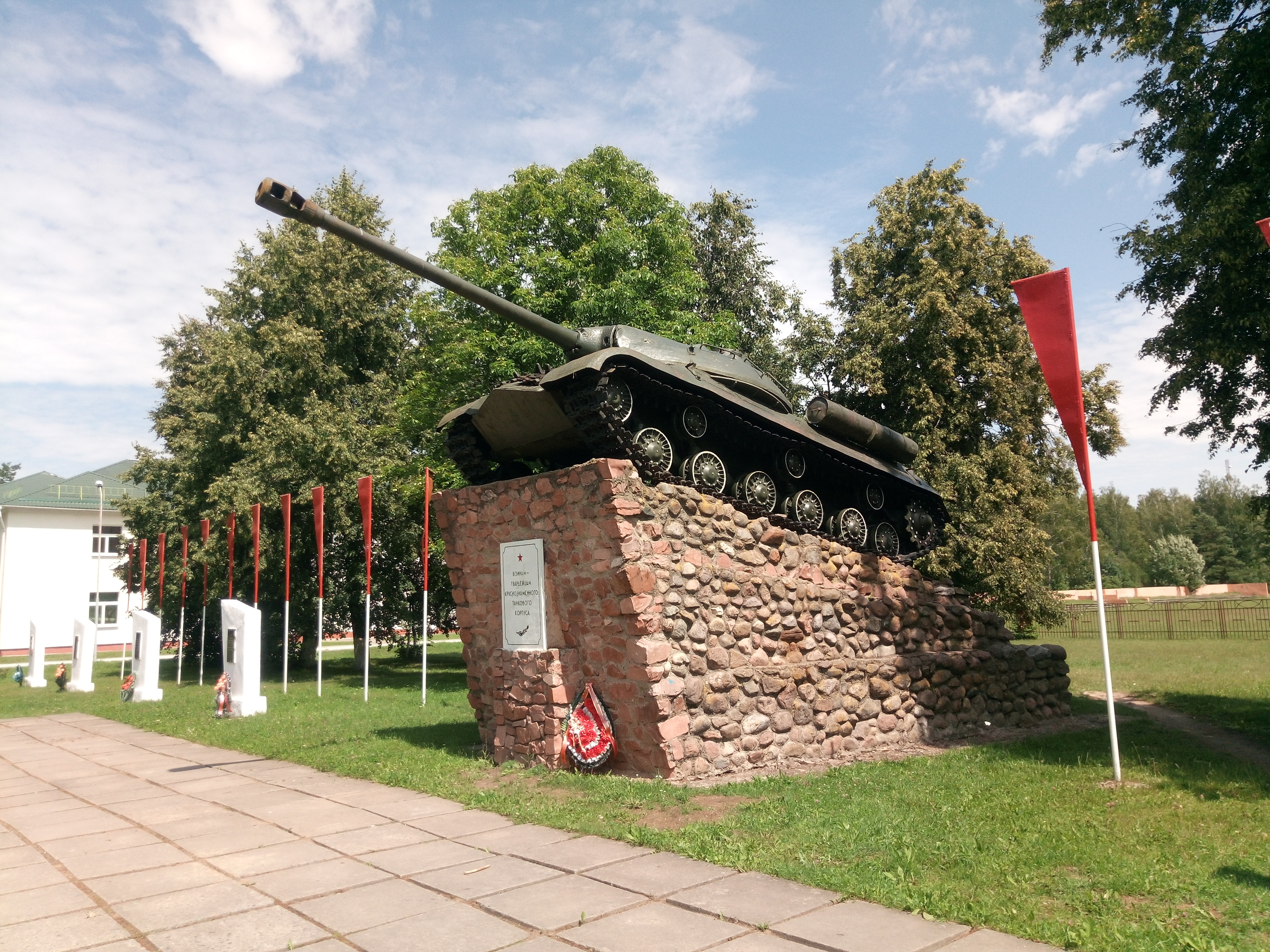
Марьина Горка. Памятник воинам-гвардейцам Краснознамённого танкового корпуса.
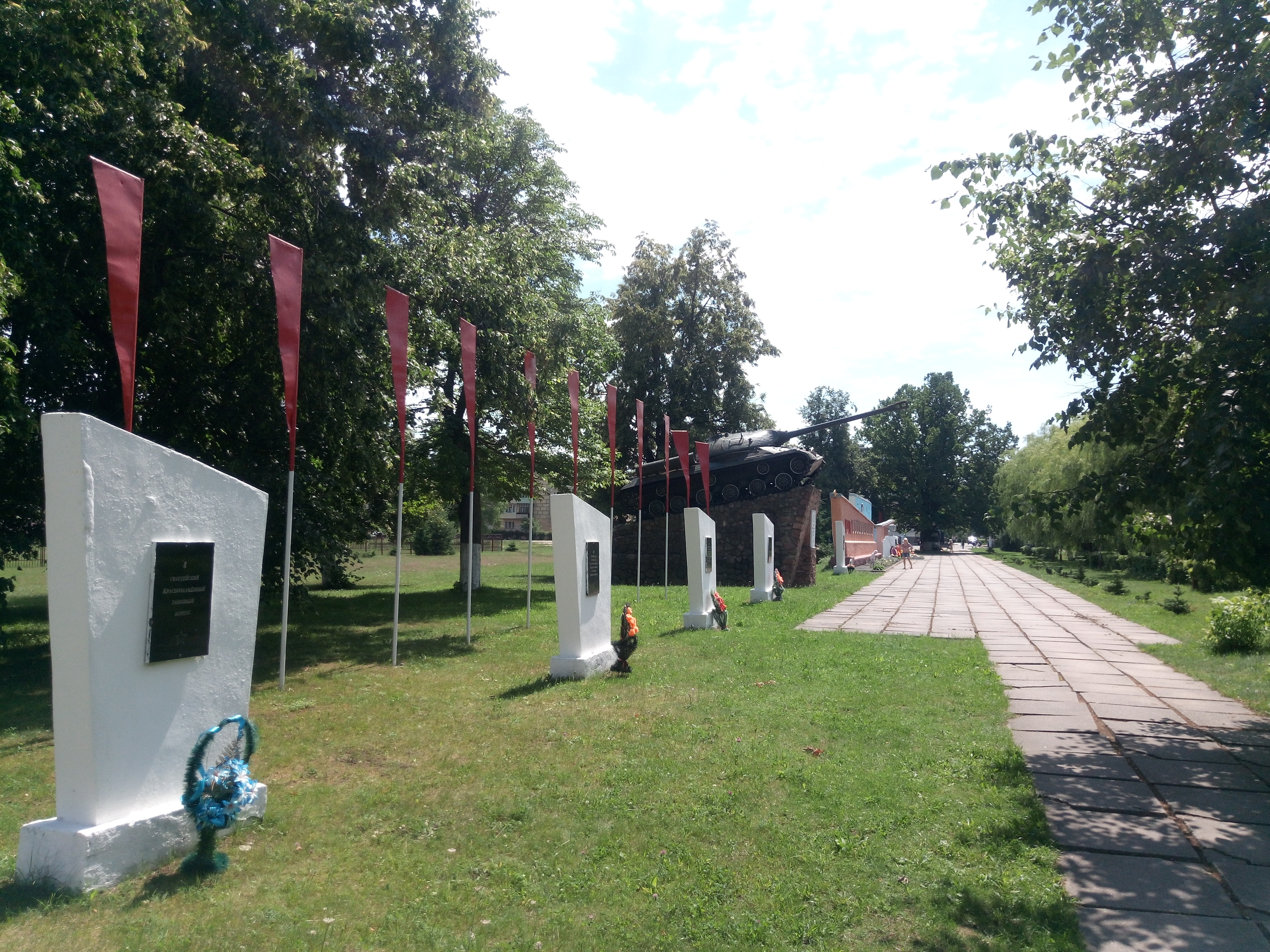
Марьина Горка. Мемориал 8-й танковой дивизии.
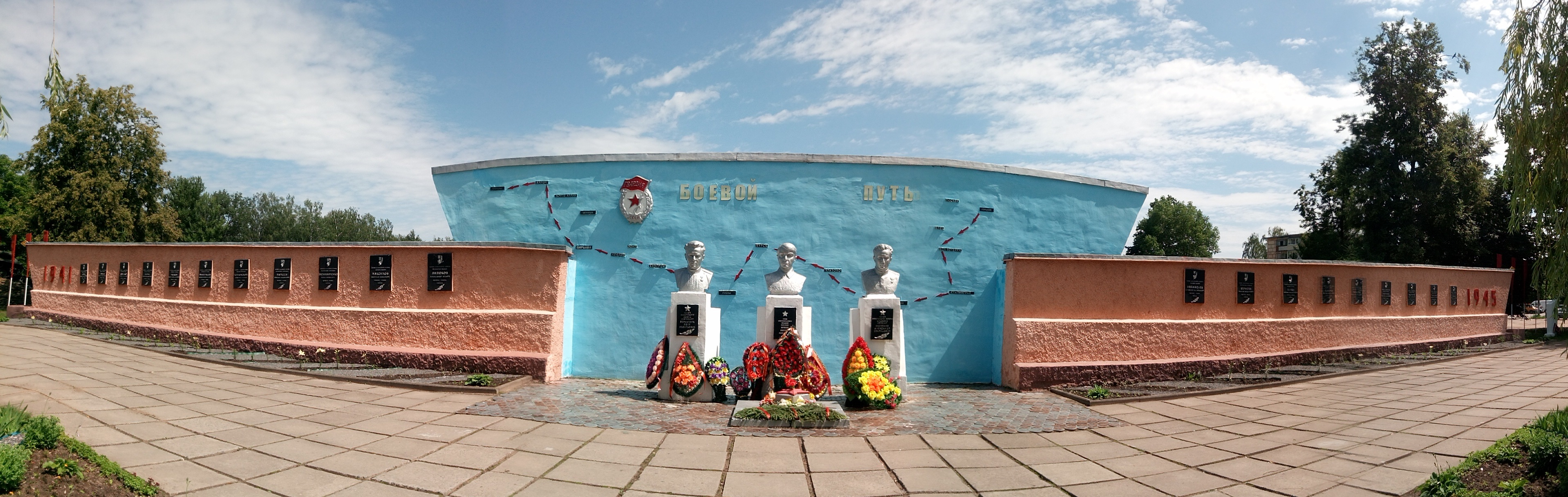
Марьина Горка. Мемориал 8-й танковой дивизии.
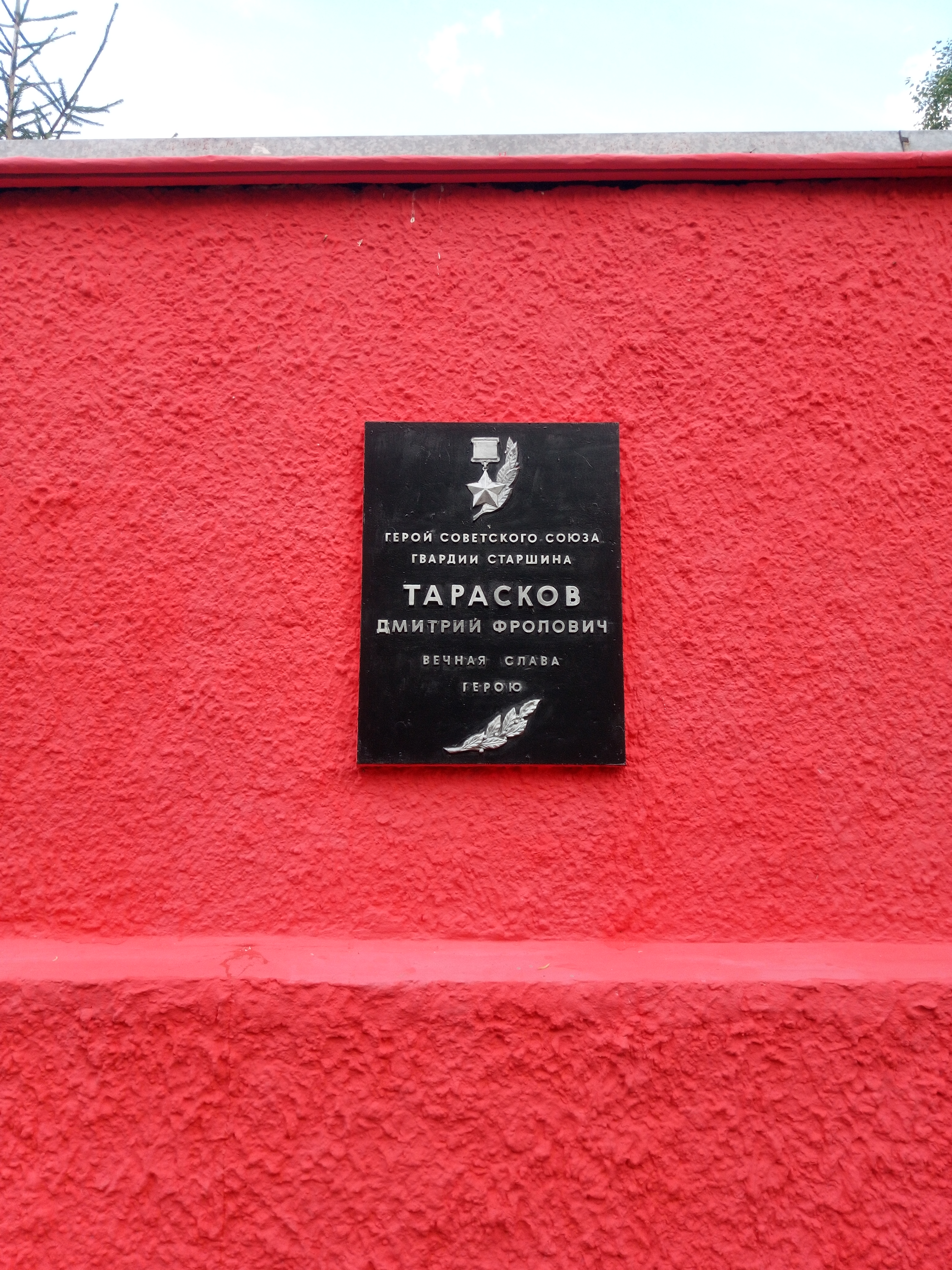
Марьина Горка. Мемориал 8-й танковой дивизии. Памятная доска.